# 창신중학교
창신중학교(昌信中學校)는 대한민국 경상남도 창원시 마산회원구 봉암동에 있는 사립 중학교이다.

## 학교 연혁
- 1908년 9월 15일 : 마산시 상남동에 창신학교 개교, 초대 교장 손안로(Adamson) 선교사
- 1909년 8월 19일 : 대한제국 융희3년 학부대신의 사립창신학교 설립 인가
- 1911년 3월 22일 : 제1회 졸업식 거행(졸업색 21명)
- 1939년 7월 20일 : 신사 참배 거부로 인한 일제 탄압으로 일시 폐교
- 1948년 5월 1일 : 창신초급중학교 설립 인가
- 1951년 8월 31일 : 창신중학교 변경 인가
- 1980년 1월 10일 : 학교법인 기독교창신학원 분리 인가
- 1985년 8월 8일 : 재단이사장 강병도 장로 취임
- 1990년 3월 19일 : 마산시 봉암동 현 교지에 신축교사 준공 이전
- 2004년 8월 1일 : 학교법인 기독교창신학원에서 학교법인 창신기독학원으로 분리 인가
- 2018년 9월 18일 : 창신개교 110주년 기념식 거행
- 2021년 11월 29일 : 다목적 강당 준공식
- 2022년 9월 1일 : 제33대 강정묵 교장 취임
- 2023년 3월 2일 : 2023학년도 입학식(신입생 62명)
- 2024년 1월 5일 : 제74회(연102회) 졸업식 (졸업생 58명, 누계 25,140명)

## 참고 자료
- 창신중학교 - 한국교육학술정보원 학교알리미